# Janne Teller

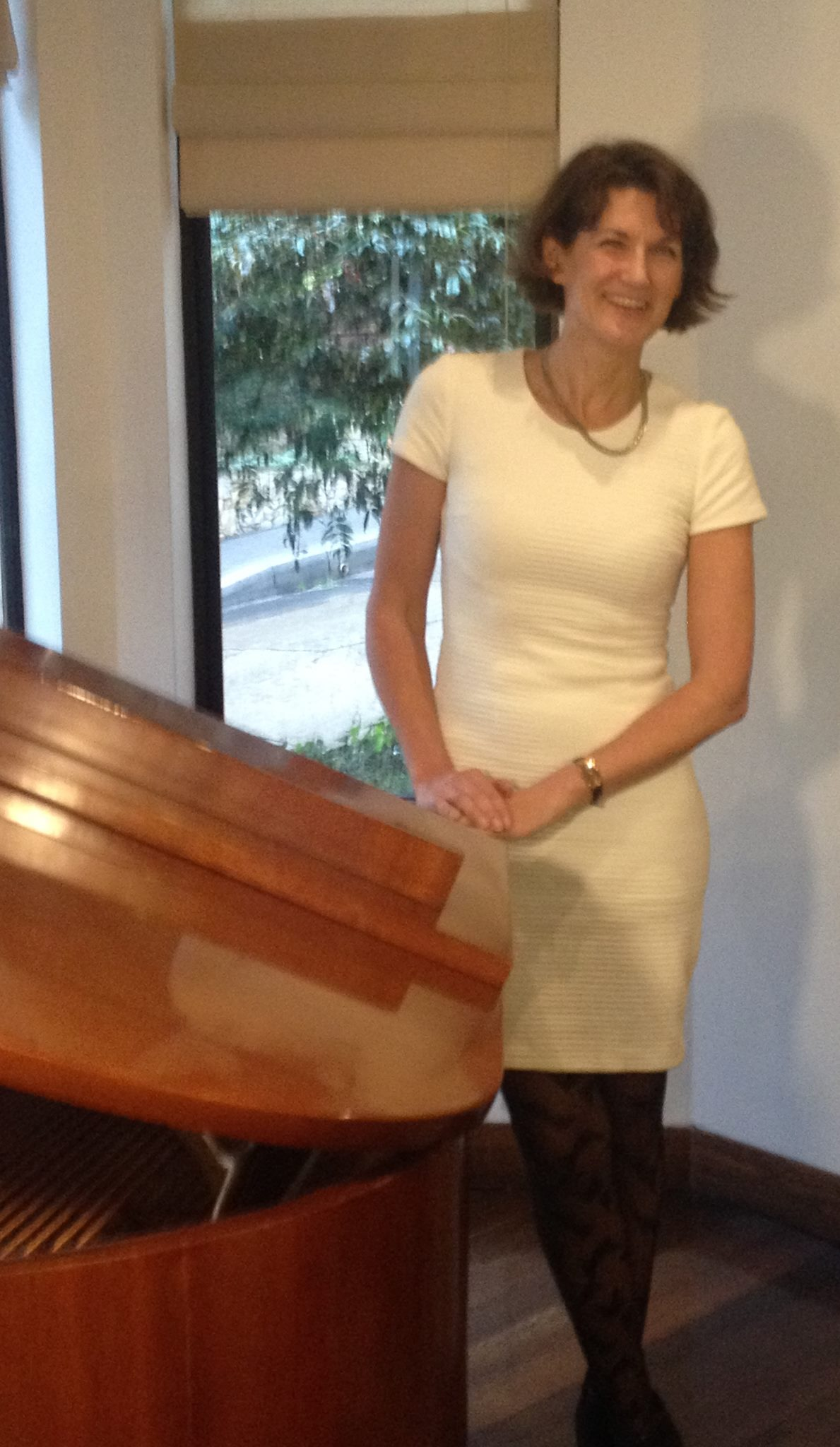
Janne Teller in Bogotá, Kolumbien, 2016

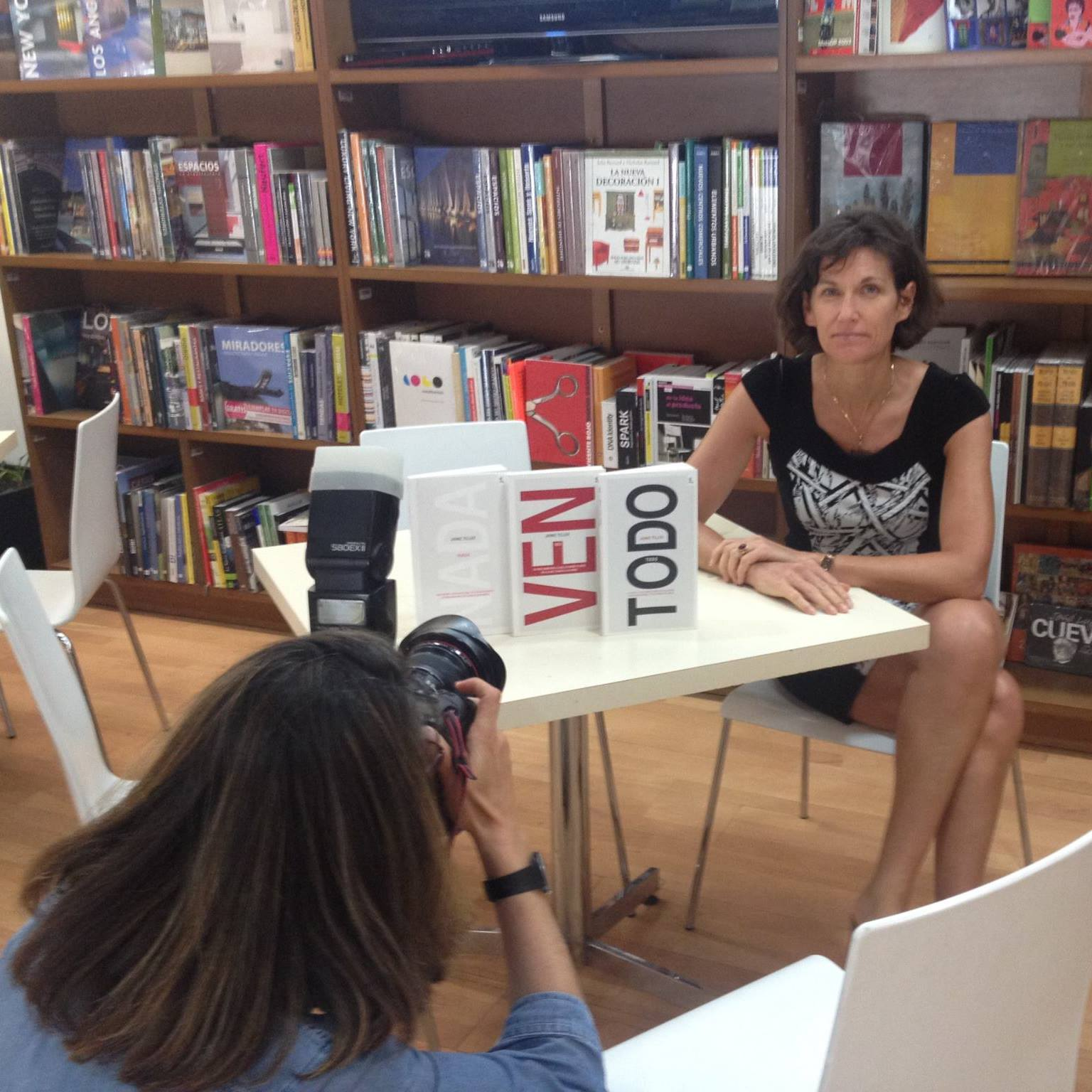
Janne Teller, Mexiko-Stadt, 2016

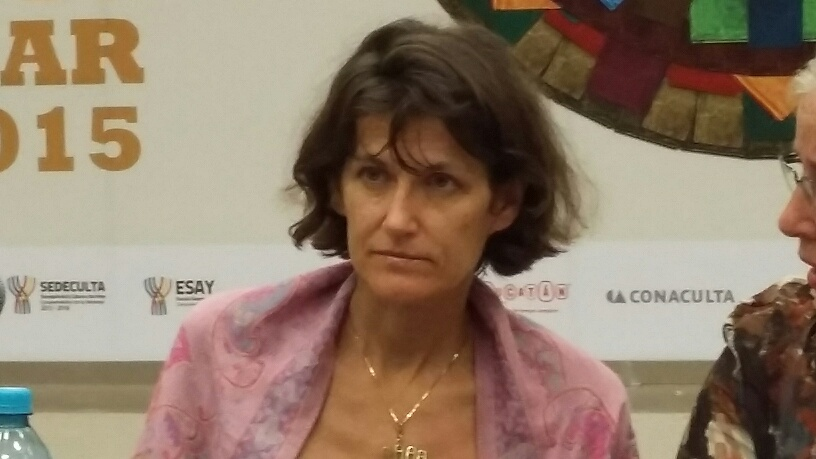
Janne Teller, Mérida, März 2015

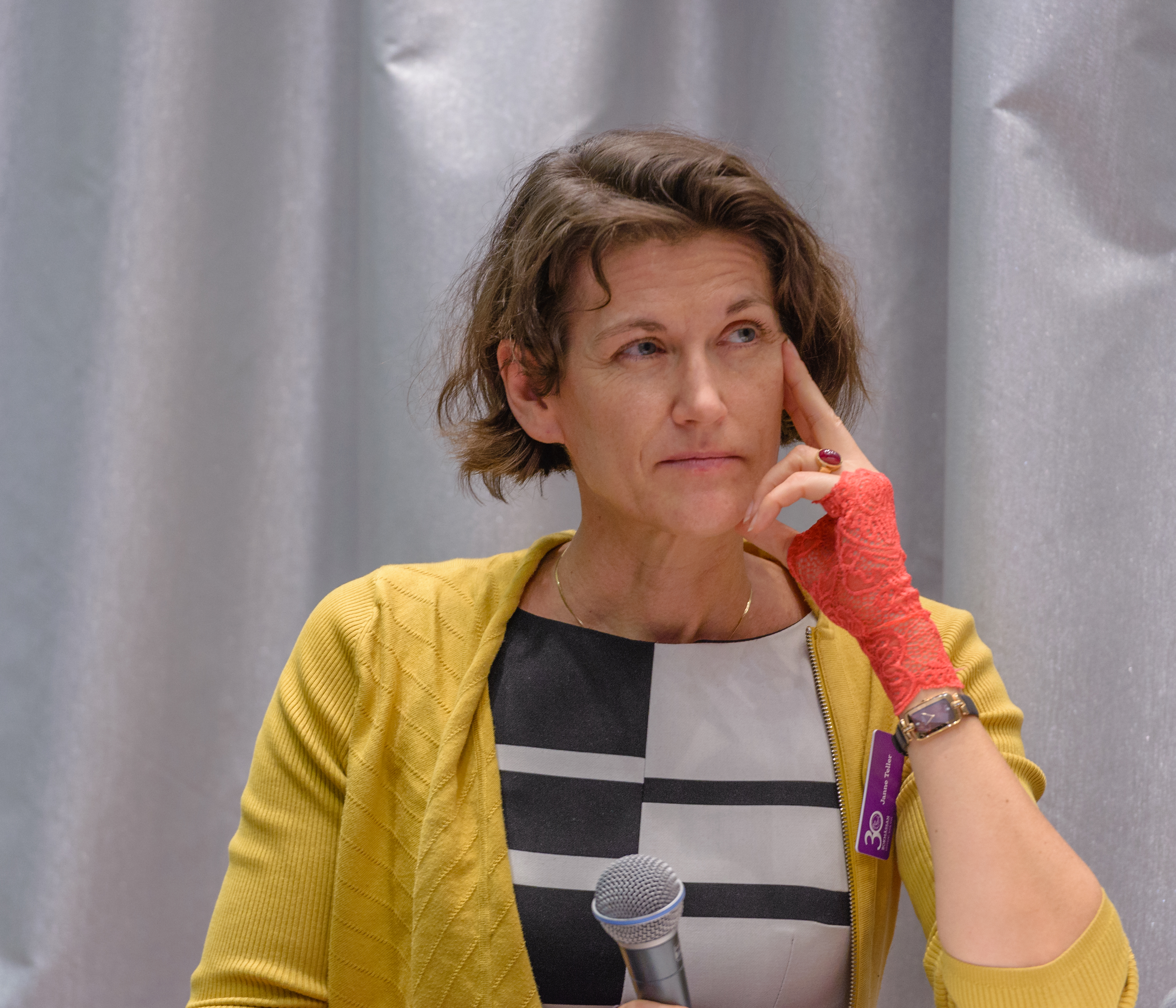
Janne Teller, Göteborg, 2014

Janne Teller (* 8. April 1964 in Kopenhagen) ist eine dänische Schriftstellerin, die in New York und Berlin lebt. Höhere Bekanntheit erlangte sie durch die Veröffentlichung ihres Buchs Nichts – Was im Leben wichtig ist.

## Leben
Teller stammt aus einer österreichisch-deutschen Familie. Als Makroökonomin arbeitete sie von 1988 bis 1995 als Beraterin für die EU und für die UNO in Dar-es-Salaam, Brüssel, New York und in Mosambik. Seit 1995 widmet sie sich ganz ihrer Tätigkeit als Schriftstellerin.
Mit Odins ø (1999; dt. Odins Insel, 2002), Intet (2000; dt. Nichts – Was im Leben wichtig ist, 2010), Hvis der var krig i Norden (2004; dt. Krieg – Stell dir vor, er wäre hier, 2011), Kattens tramp (2004; dt. Die sieben Leben der Katze, 2008; Neuausgabe 2011 unter dem Titel Europa – Alles, was dir fehlt) und Kom (2008; dt. Komm, 2012) sind fünf ihrer sechs in dänischer Sprache verfassten Bücher auch in deutscher Übersetzung erschienen. Tellers Bücher wurden aus dem Dänischen in 37 Sprachen übersetzt (darunter Afar, Baskisch, Deutsch, Englisch, Finnisch, Französisch, Italienisch, Japanisch, Katalanisch, Koreanisch, Lateinisch, Niederländisch, Schwedisch, Slowenisch, Spanisch). Neben ihrer Tätigkeit als Buchautorin veröffentlicht Teller regelmäßig Essays und andere Texte. Nach Angabe ihres aktuellen (2024) dänischen Verlags beträgt die weltweite Gesamtauflage von Tellers Büchern über 2 Millionen Exemplare.
Mit ihrem Roman Nichts – Was im Leben wichtig ist (2010) erregte Teller in der internationalen Literaturszene Debatten darüber, was jungen Lesern literarisch zugemutet werden kann. Im deutschsprachigen Feuilleton wurde Nichts – Was im Leben wichtig ist als „erschütternde Parabel über die Suche nach dem Sinn des Lebens“ (Deutschlandradio) und „Tabubruch mit Tiefgang“ (ZEIT) bezeichnet. Nichts wird seit dem Erscheinen der dänischen Ausgabe im Jahr 2000 in Skandinavien wegen der dort dargestellten körperlichen und seelischen Grausamkeit unter Kindern kontrovers diskutiert. Die deutsche Ausgabe von Nichts – Was im Leben wichtig ist verkaufte sich mehr als 600.000 Mal in Deutschland.
2013 erschien Janne Tellers Buch Alles – Worum es geht als Originalausgabe in deutscher Sprache, eine Sammlung von Kurzgeschichten. Ebenfalls 2013 erschien in Dänemark Janne Tellers Erzählung Afrikanske veje (Afrikanische Wege).
2012 war sie Jurymitglied der Auszeichnung Das außergewöhnliche Buch des Kinder- und Jugendprogramms des Internationalen Literaturfestivals Berlin.
Für ihre Bücher wurde Teller mehrfach ausgezeichnet, unter anderem mit dem Jugendbuchpreis des dänischen Kulturministeriums (2001), dem Le Prix Libbylit (2008) und dem Michael L. Printz Honor Book (2011).
Janne Teller lebt abwechselnd in New York und Berlin.

## Politische Einstellungen
Im Oktober 2024 gehörte Teller zu den Unterzeichnern eines Aufrufs zum Boykott israelischer Kulturinstitutionen, „die an der überwältigenden Unterdrückung der Palästinenser mitschuldig sind oder diese stillschweigend beobachtet haben“.

## Janne Teller im Zitat
Über Nichts – Was im Leben wichtig ist

„Es ist schon erstaunlich, dass ein Buch heutzutage in Westeuropa derart bekämpft werden kann. Nicht wegen brutaler oder sexistischer oder verhetzender Inhalte, sondern nur wegen der Fragen, die es aufwirft. Es gab in verschiedenen Ländern Schwierigkeiten, nicht nur in Dänemark, sondern in Frankreich und Norwegen, wo es in manchen Schulen noch immer nicht gelesen werden darf. Die Hauptdebatte fand zwischen Lehrern, Bibliothekarinnen und Pädagogen statt, von denen viele meinten, das Buch mute jungen Lesern zu viel zu.“

## Bibliografie

### Bücher
| Dänischsprachige Originalausgabe | Deutschsprachige Übersetzung | Anmerkungen |
| --- | --- | --- |
| 1999: Odins ø, Janne Teller (Text), Centrum (Viby), ISBN 87-583-1162-9                                                                           | 2002: Odins Insel, Hanne Hammer (Übersetzung aus dem Dänischen), Goldmann Verlag (München) | |
| 2000: Intet, Janne Teller (Text) | 2010: Nichts – Was im Leben wichtig ist, Sigrid C. Engeler (Übersetzung aus dem Dänischen), Carl Hanser Verlag (München), ISBN 978-3-446-23596-0 | |
| 2004: Hvis der var krig i Norden, Janne Teller (Text), Helle Vibeke Jensen (Illustration), Dansklærerforeningen (Kopenhagen), ISBN 87-7996-001-4 | 2011: Krieg – Stell dir vor, er wäre hier, Sigrid C. Engeler (Übersetzung aus dem Dänischen), Carl Hanser Verlag (München), ISBN 978-3-446-23689-9 | |
| 2004: Kattens tramp, Janne Teller (Text), Gyldendal (Kopenhagen), ISBN 87-02-03095-0                                                             | 2008: Die sieben Leben der Katze, Hanne Hammer (Übersetzung aus dem Dänischen), btb Verlag (München), ISBN 978-3-442-74027-7; Neuausgabe 2011 unter dem Titel Europa – Alles, was dir fehlt, Hanne Hammer (Übersetzung aus dem Dänischen), btb Verlag (München), ISBN 978-3-442-74271-4                                         | |
| 2008: Kom, Janne Teller (Text), Gyldendal (Kopenhagen), ISBN 978-87-02-05821-5                                                                   | 2012: Komm, Peter Urban-Halle (Übersetzung aus dem Dänischen), Carl Hanser Verlag (München), ISBN 978-3-446-23756-8 | |
| | 2013: Alles – Worum es geht, Janne Teller (Text), Sigrid Engeler und Birgitt Kollmann (Übersetzer aus dem Dänischen), Carl Hanser Verlag, München, ISBN 978-3-446-24317-0 | Sammlung mit den acht Kurzgeschichten Warum? (1), Sich so in den Hüften wiegend und die Augen zu Boden gerichtet (2), Der türkische Teppich (3), Gelbes Licht (4), Bis der Tod uns scheidet (5), Die Vögel, die Blumen, die Bäume (6), Lollipops (7) und Alles – Was ich erzählen kann (8), außerdem ein Nachwort Deutschsprachige Ausgabe ist Originalausgabe der Kurzgeschichten als Sammelband |
| 2013: Afrikanske veje, Janne Teller (Text), Verlag: Brøndums                                                                                     | 2014: Afrikanische Wege, Peter Urban-Halle (Übersetzer aus dem Dänischen), E-Book, Hanser Box, München, ISBN 978-3-446-24824-3; 2024: Afrikanische Wege, Peter Urban-Halle (überarbeitete Übersetzung aus dem Dänischen), gedruckte Fassung, Band 3 der Reihe Miniaturen, Verlag Sol et Chant, Letschin, ISBN 978-3-949333-20-0 | |
| 2024: Er du stolt af mig, Joanna?, Janne Teller (Text), Verlag: Lindhardt og Ringhof (Kopenhagen), ISBN 978-87-27-13409-3                        | | |

### Essays und Texte
- 2016: Raus aus der Komfortzone. Essay in: Göttinger Tageblatt Sonntag, Germany, Dezember 2016
- 2012: Zwischen den Zeilen. In: Lettre International. Ausgabe 97, Sommer 2012.
- 2012: Europa - Wer willst du sein?. Essay in: Die Welt, 23. Mai 2012.

## Nominierungen und Auszeichnungen
- 2001: Jugendbuchpreis des dänischen Kulturministeriums für Nichts – Was im Leben wichtig ist
- 2008: Le Prix Libbylit für Nichts – Was im Leben wichtig ist
- 2010: Luchs des Monats für Nichts – Was im Leben wichtig ist im August[9]
- 2010: Die besten 7 Bücher für junge Leser für Nichts – Was im Leben wichtig ist im September[10]
- 2010: Die besten 7 Bücher für junge Leser für Nichts – Was im Leben wichtig ist im Oktober[11]
- 2010: Aufnahme von Nichts – Was im Leben wichtig ist in die Liste Die schönsten deutschen Bücher 2010 in der Kategorie Kinderbücher und Jugendbücher durch die Stiftung Buchkunst[12]
- 2011: Michael L. Printz Honor Book – Honor Book für Nichts – Was im Leben wichtig ist[13]
- 2011: Nominierung für den Deutschen Jugendliteraturpreis in der Kategorie Jugendjury für Nichts – Was im Leben wichtig ist[14]
- 2011: Buch des Monats in der Kategorie Jugendbuch für Krieg – Stell dir vor, er wäre hier von der Deutschen Akademie für Kinder- und Jugendliteratur[15]
- 2013: Die besten 7 Bücher für junge Leser vom Deutschlandfunk im November für Alles – Worum es geht[16]

## Festivalteilnahmen
- 2010: 10. Internationales Literaturfestival Berlin (September)
- 2011: Aufenthalt im Literatur Raum in Berlin (Dezember 2011 bis Januar 2012)
- 2012: 12. Internationales Literaturfestival Berlin (September)
- 2013: 13. internationales Literaturfestival Berlin (September)

## Theaterstücke (Auswahl)
- 13. Oktober 2011 deutschsprachige Erstaufführung von Nichts – Was im Leben wichtig ist am Düsseldorfer Schauspielhaus, Regie: Marco Štorman, Bühnenfassung: Andreas Erdmann[17]
- 21. Oktober 2011 deutschsprachige Zweitaufführung von Nichts – Was im Leben wichtig ist am Theater Ingolstadt, Regie: Julia Mayr[18]
- 24. Januar 2013: Premiere von Nichts – Was im Leben wichtig ist im Theater Greifswald, Katja Klemt (Regie), Anja Nicolaus (Dramaturgie)[19]
- 31. März 2013: Premiere von Nichts – Was im Leben wichtig ist am Staatsschauspiel Dresden, Regie: Tilmann Köhler, Dramaturgie: Julia Weinreich, Bühnenfassung: Andreas Erdmann, Darsteller: Studenten des Schauspielstudios Dresden[20]
- 20. Juni 2013: Premiere von Nichts – Was im Leben wichtig ist am Metropoltheater München, Regie: Jochen Schölch, Dramaturgie: Patrick Ledderose, Bühnenfassung: Patrick Ledderose, Darsteller: Studenten der Bayerischen Theaterakademie August Everding